# Desmond Connell
Desmond Connell (Phibsborough, 24 maart 1926 – Dublin, 21 februari 2017) was een Ierse geestelijke en kardinaal van de Rooms-Katholieke Kerk.
Connell volgde zijn priesterstudies aan het grootseminarie van Dublin en studeerde vervolgens aan het University College Dublin, waar hij in 1947 zijn doctoraal behaalde. Aan het seminarie van Maynooth behaalde hij in 1951 een doctoraat in de theologie. Aan de Université catholique de Louvain doctoreerde hij in 1953 in de filosofie. Hij werd in 1951 priester gewijd. Hij werkte vervolgens als hoogleraar in de metafysica aan het University College Dublin. Hij was decaan van de faculteit Filosofie en Sociologie tussen 1983 en 1988. In 1984 werd hij eredoctor van de National University of Ireland in Dublin.
Paus Johannes Paulus II benoemde hem op 21 januari 1988 tot aartsbisschop van Dublin. Als bisschoppelijke wapenspreuk koos hij "Secundum Verbum Tuum" (Naar Uw woord, uit het Angelus, te vinden in Lucas). Tijdens het consistorie van 21 februari 2001 verhief paus Johannes Paulus II hem tot kardinaal. Hij kreeg de San Silvestro in Capite als titelkerk. Kardinaal Connell nam deel aan het conclaaf van 2005 dat leidde tot de verkiezing van paus Benedictus XVI. 
Kardinaal Connell heeft veel kritiek gekregen voor zijn zwijgzaamheid over de misbruikschandalen binnen de Ierse Katholieke Kerk. 
- Gemeinsame Normdatei: 121126609
- International Standard Name Identifier: 0000 0000 7821 8537
- Library of Congress Control Number: n92082836
- Nationale Bibliotheek van Israël: 987007604657005171
- Nationale Bibliotheek van Polen: a0000003598495
- Nederlandse Thesaurus van Auteursnamen: 107489872
- Système universitaire de documentation: 079100678
- Virtual International Authority File: 89677607
- WorldCat: E39PBJyCJWrkqfddkBcqF4v8md